# Territori de Missouri
El Territori de Missouri va ser un territori organitzat incorporat als Estats Units que va existir del 4 de juny de 1812 al 10 d'agost de 1821. Després que el 1819 s'hagués creat el Territori d'Arkansas a partir d'una part de la seva àrea meridional, una porció sud-oriental del Territori de Missouri va ser admesa a la Unió com l'Estat de Missouri; la resta es va convertir en territori desorganitzat durant diversos anys.
Saint Louis en va ser la capital.

## Història
El Territori de Missouri es coneixia inicialment com el Territori de Louisiana, però va ser reanomenat pel Congrés dels EUA el juny de 1812 per tal d'evitar la confusió amb el nou estat de Louisiana, que s'havia unit a la Unió dos mesos abans. L'1 d'octubre d'aquell any es van organitzar els cinc districtes administratius de l'antic Territori de Louisiana en comtats, que més tard es convertirien en els primers cinc comtats de l'estat de Missouri.
La Tractat angloamericà de 1818 va establir la frontera nord del Territori de Missouri amb el territori britànic de la Terra de Rupert, i el Tractat Adams-Onís de 1819 va establir el meridionals i l'occidental amb els territoris espanyols de Texas i Santa Fe de Nou Mèxic. Els Estats Units van lliurar una part important del Territori de Missouri a Espanya a canvi de la Florida espanyola.
El 2 de març de 1819 una part del Territori de Missouri va ser designada com el nou Territori d'Arkansaw (que després es diria Territori d'Arkansas), dos anys abans que la part sud-oriental fos admesa a la Unió com a Estat de Missouri.
Després que Missouri es convertís en estat, la part restant del Territori (composta pels estats actuals d'Iowa, Nebraska, Dakota del Nord i del Sud; la majoria de Kansas, Wyoming i Montana; i parts de Colorado, Minnesota i Nou Mèxic) es va convertir efectivament en un territori no organitzat. El 1834, la porció a l'est del riu Missouri es va unir al Territori de Michigan, i amb el temps, diversos Territoris van ser creats en la seva totalitat o en part a partir de la seva àrea restant: Iowa (1838), Minnesota (1849), Kansas i Nebraska (ambdós el 1854), Colorado i Dakota (ambdós el 1861), Idaho (1863), Montana (1864) i Wyoming (1868).